# Zeigler
Zeigler è un comune degli Stati Uniti d'America, situato nell'Illinois, nella contea di Franklin.